# Young Salah
Pour les articles homonymes, voir Salah.
Young Salah, de son vrai nom Salah El Bahri, également surnommé Am Salah, né le 20 avril 1910 à Tunis et mort en 1975, est un boxeur tunisien. Considéré comme l'un des pères de la boxe tunisienne, il a été champion de Tunisie et d'Afrique du Nord.

## Biographie
Très jeune, Salah veut devenir boxeur. Son entraînement est « sévère » et lui interdit l'alcool et le tabac.
Sa carrière professionnelle dure de 1928 à 1936. Il joue à la fin des années 1920 contre Young Perez, combat qui se solde par un nul. L'autre match nul de sa carrière a lieu contre Young Siki, challenger du champion du monde des mouches. En 1928, il devient le premier Tunisien musulman à remporter le titre de champion de Tunisie en poids mouches.
En 1929, il remporte une « victoire éclatante » contre Paul Signorino, au cirque Nova, situé rue de Rome à Tunis. En 1932, il bat aux points l'Italien D'Angelo[Qui ?]. En 1933, lors d'un gala de boxe très suivi par le « Tout-Tunis » et organisé au théâtre Ben Kemla, sur l'avenue de Londres à Tunis, il fait partie, aux côtés de Tahar Ghanjou et Ali Ben Saïd, du trio de Tunisiens en tête d'affiche. Ce jour-là, les Tunisiens remportent leur match aux points ; Young Salah bat ainsi Ted Morris. En 1934, Young Salah bat « un certain Melly », boxeur français, par KO, à la quatrième reprise. La même année, il bat par KO le Français Maurice Strick à la troisième reprise. L'année suivante, il bat aux points au bout des dix reprises l'Italien Luigi Costantini. La même année, Young Salah bat aux points deux boxeurs, « un certain Cheval et Condoria ».
En décembre 1936, à cause de son succès, il est écarté de la boxe par les autorités coloniales. Par la suite, il devient entraîneur.
Il meurt en 1975 d'une crise cardiaque. Le journaliste Farouk Dahmani regrette qu'« aucun président de [la] Fédération tunisienne de boxe [n'ait] pensé à honorer Am Salah même à titre posthume ».